# 松井亜弥
松井 亜弥（まつい あや、1964年5月12日 - ）は、日本の脚本家。日本脚本家連盟会員。

## 人物
小山高生主宰の脚本家集団「ぶらざあのっぽ」出身。
脚本家として主にアニメの脚本やシリーズ構成を担当している。また、自身がシリーズ構成や脚本をつとめた『まじかる★タルるートくん』、『きんぎょ注意報! 』、『スーパービックリマン』、『たまごっち!』などのアニメ作品では、主題歌や挿入歌などの作詞も担当している。

## 来歴
高校生のころ、『E.T.』を見て感動。脚本家が女性のメリッサ・マシスンと知り、「私もあんなドラマが書けたら…」と触発され、脚本家を志す。大学もシナリオ講座に進むが、松井のファンタジー志向とは逆に、サスペンスドラマを好む周囲の風潮になじめなかった。結局芽が出ずに、脚本家を諦め、一旦は就職するも、雑誌でアニメシナリオハウスの募集広告を見つけ、「アニメなら『E.T.』みたいなファンタジックで子供の楽しめるようなものが書けるんじゃないか」と思い、アニメシナリオハウスに応募する。その後、小山高生に師事し、ぶらざあのっぽに出入りするようになる。そのうちに『ホワッツマイケル』のプロットが採用され、脚本を1本執筆、これをきっかけにぶらざあのっぽ所属となり、脚本家としてデビューする。

## 参加作品

### テレビアニメ
1988年
- ホワッツマイケル（-1989年、脚本）

1989年
- らんま1/2・らんま1/2 熱闘編（脚本）
- ドラゴンボールZ（-1996年、脚本）

1990年
- 魔法のエンジェルスイートミント（脚本）
- まじかる☆タルるートくん（-1992年、脚本）

1991年
- きんぎょ注意報!（脚本）

1992年
- Dr.スランプアラレちゃん‘92お正月スペシャル（構成）
- スーパービックリマン （シリーズ構成・脚本）

1993年
- GS美神（シリーズ構成、脚本、小説版執筆）

1994年
- ママレード・ボーイ（シリーズ構成・脚本）
- 七つの海のティコ（脚本）

1995年
- 黄金勇者ゴルドラン（脚本）
- H2（脚本）
- アニメ世界の童話（脚本）
- ご近所物語（シリーズ構成・脚本）

1996年
- 名犬ラッシー（脚本）
- ドラゴンボールGT（-1997年、シリーズ構成・脚本）
- 花より男子（脚本）

1997年
- EAT-MAN（脚本）
- フォーチュン・クエストL（脚本）

1998年
- どっきりドクター（脚本）
- 夢のクレヨン王国（脚本）
- ポポロクロイス物語（脚本）

1999年
- ワイルドアームズ トワイライトヴェノム（シリーズ構成・脚本）

2000年
- ドキドキ♡伝説 魔法陣グルグル（脚本）
- ゲートキーパーズ（脚本）
- ピポパポパトルくん（-2001年、シリーズ構成・脚本）

2001年
- 砂漠の海賊!キャプテンクッパ（脚本）
- SAMURAI GIRL リアルバウトハイスクール（シリーズ構成・脚本）

2002年
- ぱにょぱにょデ・ジ・キャラット（脚本）
- ポケットモンスター アドバンスジェネレーション（-2006年、脚本）
- ポケットモンスター サイドストーリー（-2004年、脚本）

2005年
- 甲虫王者ムシキング 森の民の伝説（-2006年、脚本）

2006年
- ポケモン不思議のダンジョン 出動ポケモン救助隊ガンバルズ! （脚本）
- ポケットモンスター ダイヤモンド&パール（-2010年、脚本）

2007年
- ポケモン不思議のダンジョン 時の探検隊・闇の探検隊（脚本）

2008年
- さぁイコー! たまごっち（シリーズ構成・脚本）

2009年
- ポケモン不思議のダンジョン 空の探検隊 時と闇をめぐる最後の冒険（脚本）
- たまごっち!（-2012年、シリーズ構成・脚本）

2011年
- ちびまる子ちゃん（脚本）

2012年
- たまごっち! ゆめキラドリーム（-2013年、シリーズ構成・脚本）

2013年
- たまごっち! みらくるフレンズ（-2014年、シリーズ構成・脚本）
- ファイ・ブレイン 神のパズル (第3シリーズ) （-2014年、脚本）

2014年
- GO-GO たまごっち!（-2015年、シリーズ構成・脚本）

2015年
- たまごっち! たまともだいしゅーGO（シリーズ構成）

2016年
- リルリルフェアリル〜妖精のドア〜（-2017年、シリーズ構成・脚本）
- ポケットモンスター XY&Z（脚本）
- ポケットモンスター サン&ムーン（-2019年、シリーズ構成・脚本）

2017年
- リルリルフェアリル〜魔法の鏡〜（-2018年、脚本）

2019年
- ポケットモンスター（-2023年、脚本）

2020年
- 遊☆戯☆王SEVENS（脚本）

2022年
- 最遊記RELOAD -ZEROIN-（シリーズ構成、脚本）
- 遊☆戯☆王ゴーラッシュ!!（脚本）

### 劇場アニメ
1990年
- PINK みずドロボウあめドロボウ（脚本）
- 劇場版Dr.スランプ アラレちゃんシリーズ

1992年
- まじかる☆タルるートくん すき・すき♡タコ焼きっ!（脚本）

1993年
- Dr.スランプ アラレちゃん んちゃ!ペンギン村はハレのち晴れ（脚本）
- Dr.スランプ アラレちゃん んちゃ!ペンギン村より愛をこめて（脚本）

1994年
- GS美神 極楽大作戦!!（脚本・小説版執筆）
- Dr.スランプ アラレちゃん ほよよ!!助けたサメに連れられて…（脚本）
- Dr.スランプ アラレちゃん んちゃ!!わくわくハートの夏休み（脚本）

1996年
- ドラゴンボール 最強への道（脚本）

2005年
- 劇場版 金色のガッシュベル!!メカバルカンの来襲（脚本）

2007年
- 劇場版 どうぶつの森（脚本）
- えいがでとーじょー! たまごっち ドキドキ! うちゅーのまいごっち!?（脚本）

2008年
- 映画! たまごっち うちゅーいちハッピーな物語!?（脚本）

2009年
- 2 STEPS!（脚本）

2010年
- レイトン教授と永遠の歌姫（脚本・小説版執筆）

2013年
- ピカチュウとイーブイ☆フレンズ（脚本）

### 作詞
1990年
- まじかる☆タルるートくん （-1992年）
  - 挿入歌
    - 「タコヤキ"でゅわっ"のクリスマス」（作詞：松井亜弥 / 作曲・編曲：横山菁児 / 歌：TARAKO）
    - 「ピクニック・アドベンチャー」（作詞：松井亜弥 / 作曲：林哲司 / 編曲：山本健司 / 歌：高山みなみ、冬馬由美、塩屋翼、杉山佳寿子、浦和めぐみ）
    - 「本丸・アンチバレンタイン宣言!!」（作詞：松井亜弥 / 作曲：林哲司 / 編曲：山本健司 / 歌：高山みなみ）
    - 「ムーンライティング」（作詞：松井亜弥 / 作曲・編曲：横山菁児 / 歌：冬馬由美）
    - 「ロンリー・ストレイキャット」（作詞：松井亜弥 / 作曲：割田康彦 / 編曲：山本健司 / 歌：堀江美都子）

1991年
- きんぎょ注意報!
  - 挿入歌
    - 「オイラはイナ中の超アイドル」作詞：松井亜弥 / 作曲・編曲：有澤孝紀 / 歌 : 内田順子 / セリフ：掛川裕彦
    - 「頑張れ! バーニー・ブラザーズ」作詞：松井亜弥 / 作曲・編曲：赤坂東児 / 歌：掛川裕彦、松野太紀
    - 「わぴこの学問のススメ」作詞：松井亜弥、有澤孝紀 / 作曲：有澤孝紀 / 歌：かないみか

1992年
- スーパービックリマン
  - オープニングテーマ
    - 「スーパーフェニックス〜光の世界へ〜」（作詞：松井亜弥 / 作曲：清岡千穂 / 編曲：藤原いくろう / 歌：草尾毅）

  - 挿入歌・キャラクターソング
    - 「既視感」（作詞：松井亜弥 / 作曲：清岡千穂 / 編曲：藤原いくろう / 歌：草尾毅、山崎和佳奈）
    - 「MY PRECIOUS BLUE…」（作詞：松井亜弥 / 作曲：清岡千穂 / 編曲：藤原いくろう / 歌：ティキ（柏倉つとむ））
    - 「みんながいるから…」（作詞：松井亜弥 / 作曲・編曲：藤原いくろう / 歌：フェニックス（草尾毅）、ティキ（柏倉つとむ）、アムル（山崎和佳奈）、アスカ（浦和めぐみ））
    - 「鏡の迷路」（作詞：松井亜弥 / 作曲・編曲：有澤孝紀 / 歌：アムル（山崎和佳奈））

1994年
- 七つの海のティコ
  - 挿入歌
    - 「ぶらんこの歌」（作詞：松井亜弥 / 作曲：清岡千穂 / 歌：林原めぐみ）

2014年
- GO-GO たまごっち!
  - 挿入歌
    - 「おやじの花道」（作詞：松井亜弥 / 作曲・編曲：青空 / 歌：おやじっち（小西克幸））

### その他
2006年
- ポケモン3Dアドベンチャー2 ピカチュウの海底大冒険（脚本）

2008年
- たまごっちオリジナルアニメ（脚本）

2024年
- コアルヒーだいすき（構成）